# Stanislav Zore
Stanislav Zore OFM (ur. 7 września 1958 w Znojile) – słoweński duchowny katolicki, franciszkanin, arcybiskup Lublany od 2014.

## Życiorys
Święcenia kapłańskie otrzymał 29 czerwca 1985 w zakonie franciszkanów. Był m.in. rektorem sanktuarium w Brezje, mistrzem nowicjatu oraz przełożonym słoweńskiej prowincji zakonnej.
4 października 2014 papież Franciszek mianował go ordynariuszem archidiecezji Lublana. Sakry udzielił mu 23 listopada 2014 nuncjusz apostolski w Słowenii - arcybiskup Juliusz Janusz.
13 marca 2017 wybrany przewodniczącym Konferencji Episkopatu Słowenii.